# Гиперскоростная звезда

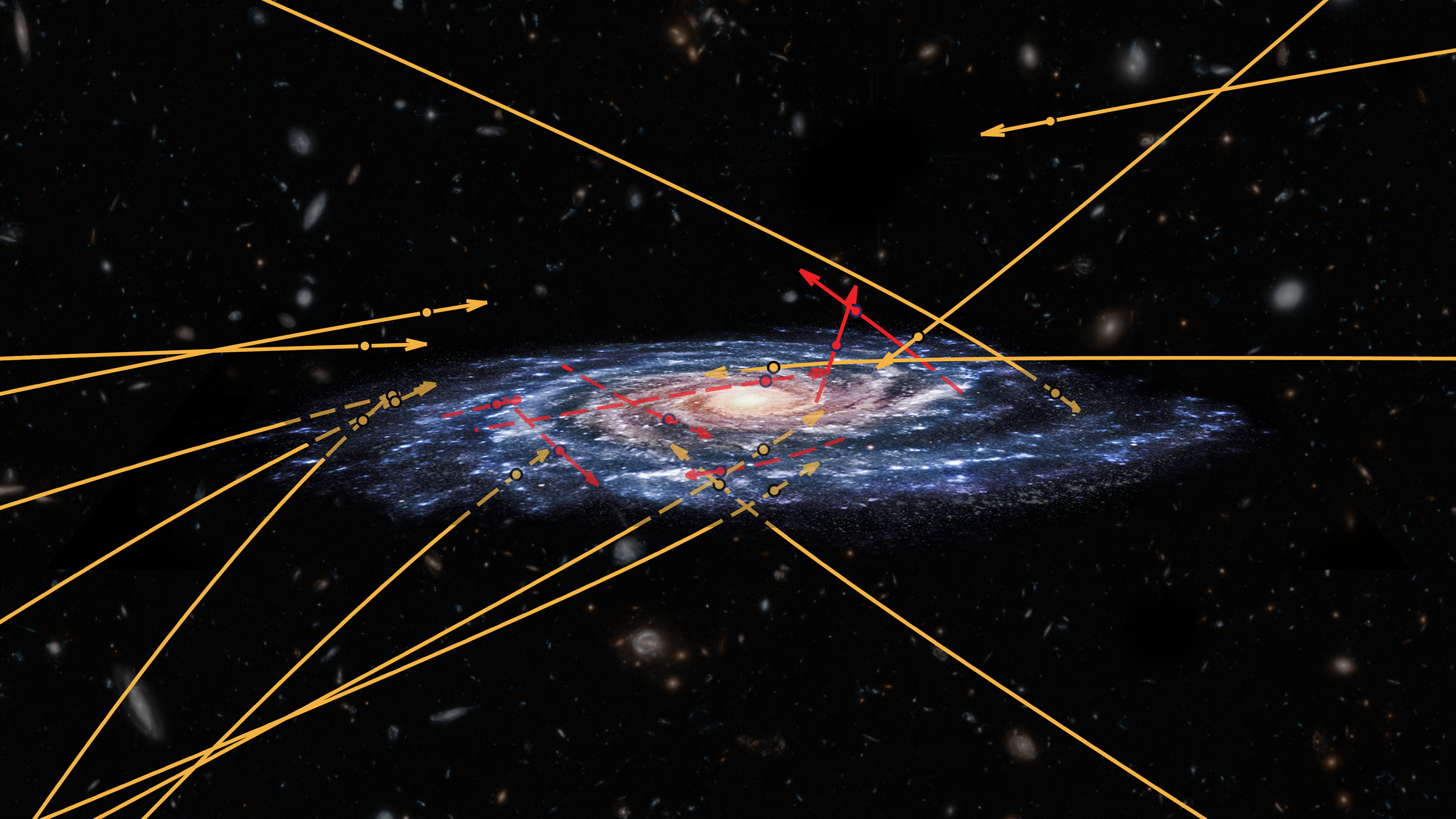
Положения и реконструированные орбиты 20 гиперскоростных звезд, представленные на вершине художественного изображения Млечного Пути. Эти звёзды были идентифицированы с использованием данных второго выпуска миссии ESA Gaia. Семь звёзд, показанные красным, убегают от Галактики и могут двигаться достаточно быстро, чтобы в конечном итоге избежать её гравитации. Исследование также выявило тринадцать звезд, показанные оранжевым, которые мчатся к Млечному Пути — это могут быть звезды из другой галактики, приближающиеся прямо через нашу.

Гиперскоростна́я звезда́ — тип звёзд, летящий в пространстве с очень большой скоростью (тысячи километров в секунду). Ожидается, что во Млечном Пути около 1000 таких звёзд. Впервые существование таких звёзд было предсказано в 1988 году, первая гиперскоростная звезда была открыта в 2004 или 2005 году.
Чаще всего гиперскоростные звёзды на ночном небе находятся в созвездии Льва или около него. По подсчётам, звёзды этом созвездии могли быть выброшены из своей галактики 100—200 млн лет назад.
Самая известная гипотеза появления гиперскоростных звёзд гласит, что когда двойная система звёзд пролетает около массивной чёрной дыры, один компаньон поглощается, а другой отбрасывается в космос на огромной скорости (около 4000 км/с). Этой гипотезой объясняется наличие быстро летящих в пространстве звёзд во Млечном Пути — они могли прилететь из другой галактики. Как предполагается, выброс звезды из центра галактики происходит каждые 100 000 лет.

## Известные гиперскоростные звёзды
- SDSS J090745.0+024507 (первая открытая гиперскоростная звезда): 71 килопарсек от Земли, скорость ок. 850 км/с[3];
- SDSS J091301.0+305120: 240 000 св. лет от Земли, скорость ок. 2 011 250 км/ч[1];
- SDSS J091759.5+672238: 180 000 св. лет от Земли, скорость ок. 2 300 870 км/ч[1].